# 小林賢章
小林 賢章（こばやし たかあき、1949年 - ）は、日本の国文学者、元同志社女子大学教授。

## 人物・来歴
名古屋市生まれ。1972年愛知県立大学文学部国文科卒、1974年大阪大学大学院修士課程修了。帝塚山短期大学講師、同志社女子大学助教授、同表象文化学部教授。2020年特任教授。2022年退職。専門は日本の中古～中世文学、軍記物。

## 著書
- 『アカツキの研究 平安人の時間』和泉選書 和泉書院, 2003.2
- 『「暁」の謎を解く 平安人の時間表現』角川選書 2013.3

### 共編・監修
- 『仏蔵草用文字集』編 和泉書院, 1991.9
- 『じつは面白かった『平家物語』』監修 PHP文庫 2012.1
- 『説経かるかや 現代語訳付』黒木祥子,芹澤剛,福井淳子共編 和泉書院, 2015.4

現代語訳
- 大久保彦左衛門『三河物語』原本現代訳 教育社新書 1980.1 
  - 『現代語訳 三河物語』ちくま学芸文庫 2018.3

## 論文
- 小林賢章